# 非常規性別
非常規性別或稱性別变体（英語：Gender variance）是指个人的行为或性別表現不符合男性或女性的性别规范。非常規性別可能包括跨性別與非二元性別。就跨性别者而言，他们可能在性別转换之前被认为或感知自己是非常規性別的人，但在转换之后可能不会被视为非常規性別。一些双性人也可能表现出性別变体。

## 术语
性別变体和非常規性別這兩個術語被心理学、精神病学、人类学和性别研究以及性别变体人群的倡議團體所使用。性别变体这一术语使用很廣泛，包括變性人、女同志的Tomboy、娘娘腔、海吉拉等特定术语。